# 三桥街道 (西安市)
三桥街道，是中华人民共和国陕西省西安市未央區下辖的一个乡镇级行政单位。

## 行政区划
三桥街道下辖以下地区：
三桥火车站社区、建章路社区、三桥街社区、阿房四路社区、新西北社区、武警路社区、西户路社区、红光路社区、西纺社区、和平社区、天台路社区、三桥村、五一村、车刘村、杨何村、南何村、张万村、贺家村、石家村、蔺高村、东凹里村、西凹里村、肖里村、和平村、西围墙村、巨家庄村、赵家堡村、阿房宫村、车张村、闫十村、小苏村、后围寨村、新店村、双吕村、孙围墙村、新军村和北沙口村。